# Abdelkader Messaoudi
Abdelkader Messaoudi (en arabe : عبد القادر مسعودي) est un footballeur algérien né le 15 juin 1986 à Aïn Témouchent. Il évoluait au poste de défenseur central.

## Biographie
Il évolue en première division algérienne avec les clubs, du CS Constantine, du WA Tlemcen, du MO Béjaïa ou il a remporté la coupe d'Algérie en 2015, de l'USM Annaba et enfin au RC Relizane. Il dispute 109 matchs en inscrivant deux buts en Ligue 1.
Il participe à la ligue des champions africaine saison 2015-16 avec le MO Béjaïa. Il joue 3 matchs dans cette compétition continental.

## Palmarès
MO Béjaïa
- Coupe d'Algérie (1) :
  - Vainqueur : 2014-15.

- Supercoupe d'Algérie :
  - Finaliste : 2015.